# Reinout Bakker

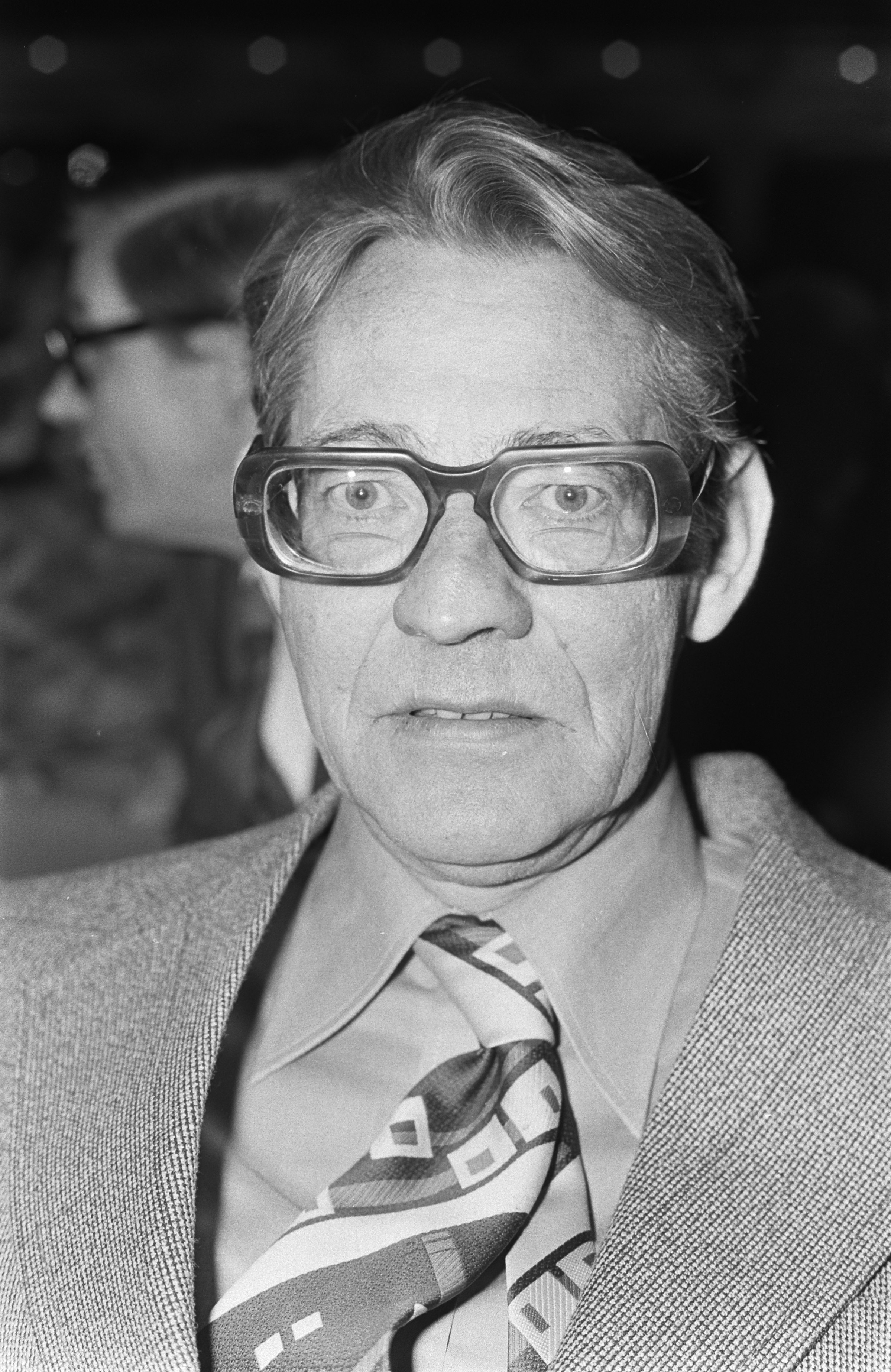
Reinout Bakker in 1974.

Reinout Bakker (Minnertsga, 2 november 1920 - Alicante (Spanje), 25 maart 1987) was een Nederlandse wijsgeer, classicus en protestants theoloog. 

## Biografie
Bakker werd geboren als zoon van schoolhoofd Hendrik Bakker en Aukje Plat.  Het gezin vertrok in 1928 naar Rhenen, om vervolgens vier jaar later in Den Haag te gaan wonen.  
Aan het einde van de Tweede Wereldoorlog zat hij ondergedoken om de Duitse arbeidsdienst te ontlopen. Hij werd echter verraden en verbleef dan enige maanden in een kamp te Wilhelmshaven. Na de oorlog voltooide hij zijn studies klassieke talen en theologie in Leiden, Amsterdam en Utrecht. Daarna was hij aanvankelijk leraar klassieke talen en Hebreeuws in Utrecht. In 1954 promoveerde hij bij prof. Johannes Severijn op de veelzijdige Duitse romanticus Carl Gustav Carus. Vanaf 1964 was hij verbonden als hoogleraar filosofie (later inzonderheid de wijsgerige antropologie) aan de Rijksuniversiteit Groningen. 
Zijn wijsgerige belangstellingen waren divers: moraalfilosofie, fenomenologie, existentialisme, structuralisme, humanisme, christendom, medische ethiek, maar ook de studie van de Oude Grieken bleef hij altijd trouw. Een bijzonder engagement legde hij aan de dag voor de fenomenoloog Maurice Merleau-Ponty. Met diens omgang met de wetenschappen voelde Bakker zich erg verwant. Hij vatte Merleau-Ponty's filosoferen blijkbaar op als een vorm van humanisme. Met Kees Kwant en Nico Luijpen behoorde hij tot de belangrijkste auteurs die deze filosofische beweging in het Nederlandse taalgebied grotere bekendheid gaven. Bakker schreef als enige ook een omvattende, Nederlandstalige geschiedenis van de fenomenologie.   
Vanuit deze optiek poogde Bakker ook het onderwijs te vernieuwen. Zo dient zijn idee van de Centrale Interfaculteit vermeld te worden. De inzet was om de Wijsgerige Faculteit nogmaals tot een knoop te maken in de universitaire samenwerking met en tussen de wetenschappen. Gedurende enige tijd werd dit ook in de praktijk omgezet, maar het experiment was evengoed geen lang leven beschoren: het kabinet-Lubbers I (Deetman) maakte energiek komaf met de structuur.    
Min of meer hetzelfde gaat op voor zijn plannen voor de invoering van filosofie als examenvak op de middelbare school. In 1971 behoorde hij tot de oprichters van de Vereniging voor Filosofie-Onderwijs. Weliswaar kwam het vak in principe uiteindelijk wel terecht in de profielenstructuur van de Tweede Fase, maar van een algemene invoering bleek echter geenszins sprake.       
Als wijsgerig antropoloog droeg Bakker de "medicosofie" een warm hart toe. In 1982 was hij een van de medeoprichters van de Vereniging voor Filosofie en Geneeskunde, dat het reflecterend gesprek tussen wijsgeren en medici wilde bevorderen en uitbouwen, samen met onder anderen prof. Henk ten Have.    